# Сюняев, Али Рашидович
Али́ Раши́дович Сюня́ев (англ. Ali Sunyaev; род. 11 июня 1981, Москва) — профессор информатики Технологического института Карлсруэ (англ. Karlsruhe Institute of Technology) и директор Института прикладной информатики (англ. Institute of Applied Informatics and Formal Description Methods).

## Биография
Али Сюняев родился в Москве. Отец Рашид Сюняев — советский и российский астрофизик, академик РАН. Брат Шамиль Сюняев — генетик, профессор Гарвардского университета. Мать Гюзаль Сюняева — врач-терапевт. Брат Усман — информатик, сестра Зульфия — врач.
Учился в московской математической Гимназии № 1534. В 1996 году семья из-за работы отца переехала в Германию. В 1998 году окончил заочную среднюю школу при Консульстве России в Бонне (ФРГ). В 2000 году окончил Гимназию имени Ве́рнера Ге́йзенберга в Гархинге вблизи Мюнхена и поступил в Мюнхенский технический университет (англ. Technical University of Munich, TUM). В 2005 окончил факультет информатики и получил диплом в области компьютерных наук. В этом же году поступил в аспирантуру Института информатики TUM. В 2010 году защитил диссертацию на степень доктора философии (PhD) по теме разработки и практическому применению метода анализа безопасности информационных систем в области здравоохранения.
В 2010 году начал работу в Кёльнском университете (англ. University of Cologne) в звании «ассистент-профессора». В 2016 году стал профессором в Университете г. Кассель (англ. University of Kassel) и директором научного центра развития информационных технологий (англ. Research Center for Information System Design). С 2018 года профессор информатики Технологического института Карлсруэ и директор института прикладной информатики (англ. Institute of Applied Informatics and Formal Description Methods) при нем.
В 2009 и 2012 годах работал в совместной лаборатории Гарвардского Университета и Массачусетского Технологического Института (англ. Harvard-MIT Division of Health Sciences and Technology, Intelligent Health Lab, Harvard School of Engineering and Applied Sciences, Boston, Massachusetts, USA) в качестве приглашенного исследователя. Весной 2011 года он был приглашенным лектором на пленарном заседании ежегодной конференции Высшей школы экономики в Москве.

## Научная работа
Работает в области разработки и управления информационными системами. Особое внимание уделяет сочетанию технических и социальных аспектов в развитии программ и информационных систем. Его научные интересы включают разработку инновационных приложений в медицине, облачные вычисления (англ. cloud computing), blockchain / DLT, а также управление безопасности информационных систем (англ. Information Security / Information Privacy).
Руководит рядом проектов, финансируемых Немецким научно-исследовательском обществом (англ. German Research Foundation), Федеральным министерством образования и научных исследований Германии (англ. Federal Ministry of Education and Research) и Федеральным министерством экономики и энергетики Германии (англ. Federal Ministry for Economic Affairs and Energy), а также компаниями (например, SAP SE или SQS AG).
Имеет несколько наград за свои исследования. Автор работ, опубликованных в ведущих научных изданиях мира.